# Area metropolitana di Belfast
L'area metropolitana di Belfast, conosciuta anche come Grande Belfast comprende Belfast e i comuni limitrofi. La popolazione complessiva è di 579.276 abitanti. La zona è stata classificata ufficialmente come area metropolitana alla fine del 1990 quando il governo ha cominciato a preparare un piano di coesione che avrebbe incluso la Regione di Belfast. Sei comuni (oltre a Belfast, Castlereagh, Carrickfergus, Lisburn, Newtownabbey e North Down) sono stati identificati come aree chiave all'interno dell'area metropolitana. L'area con centro Belfast è definita come Belfast Metropolitan Urban Area. (Vedi mappa).
Le città di fondazione comprendono Carrickfergus, Bangor, Lisburn, Hillsborough e Holywood. La recente riclassificazione di Lisburn come città non cambia la sua posizione all'interno dell'area metropolitana.